# باغ‌وحش شون‌برون
باغ‌وحش شون‌برون (انگلیسی: Tiergarten Schönbrunn) باغ‌وحش مشهوری است که در کاخ شون‌برون شهر وین اتریش واقع شده‌است